# 아폴로-소유스 시험 계획

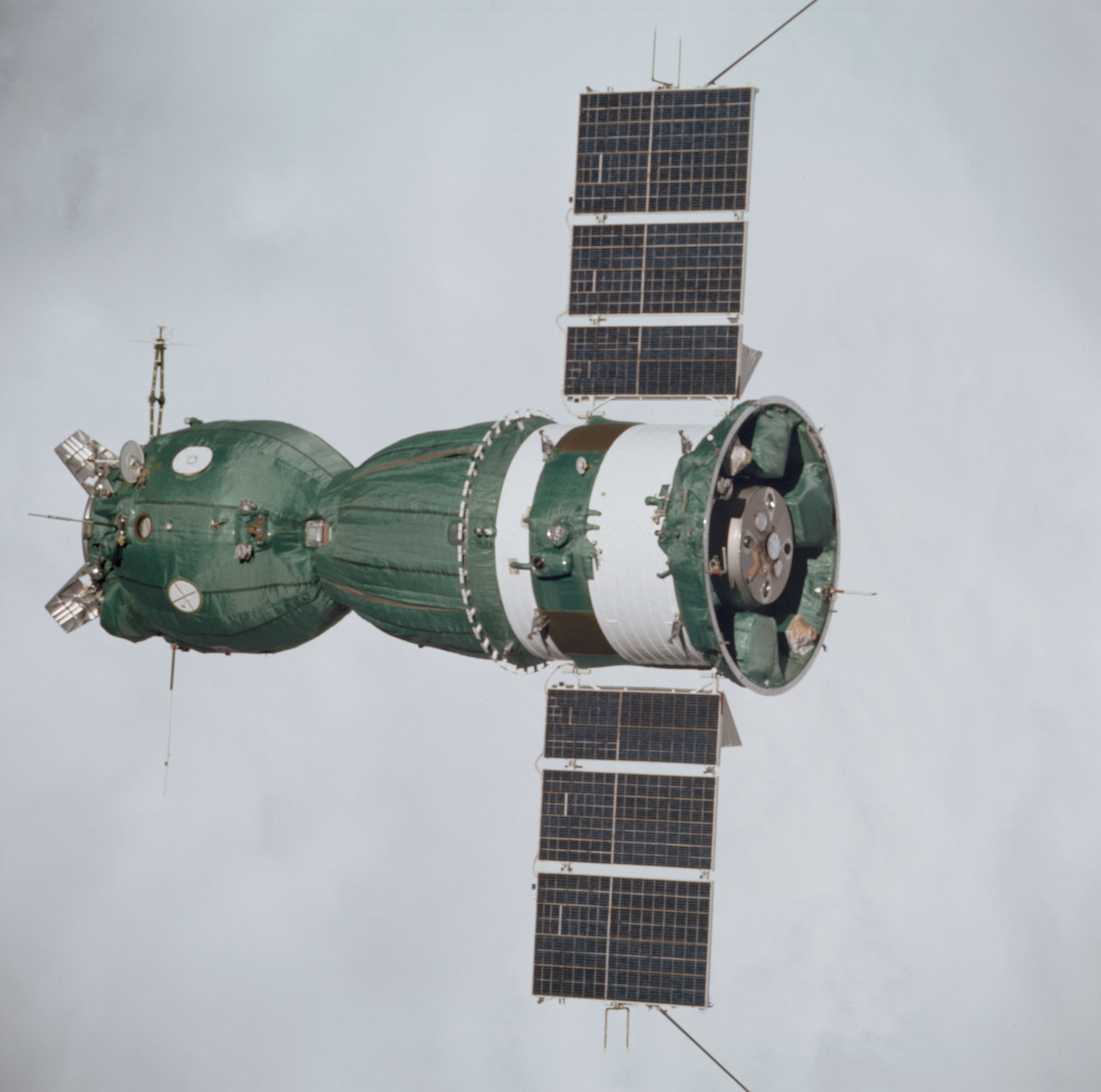
아폴로 18호에서 바라본 소유스 19호

아폴로-소유스 시험 계획(ASTP; 영어: Apollo-Soyuz Test Project, 러시아어: Экспериментальный полёт «Союз» — «Аполлон»)은 미국과 소비에트 연방의 우주선이 공동 비행한 최초의 우주 계획이다. 1972년 5월에 조인되어 1975년 7월에 시행되었다. 미국에게는 아폴로 우주선을 사용한 마지막 비행이며, 이 비행 이후 1981년 4월에 우주왕복선 컬럼비아 호가 발사될 때까지 유인 우주비행을 하지 않았다. 두 초강대국이 힘을 합해 하나의 프로젝트를 실행한 ASTP는 데탕트(해빙)의 상징이며, 미-소 간의 치열한 우주 경쟁의 종말을 고하는 것이었다.

## 승무원(미국 측)
- 토머스 스태퍼드 - 선장
- 밴스 브랜드 - 사령선 조종사
- 도널드 슬레이튼 - 도킹 모듈 조종사

### 백업 승무원
- 앨런 빈 - 선장
- 로널드 에반스 - 사령선 조종사
- 잭 루스마- 도킹 모듈 조종사

## 승무원(소련 측)
- 알렉세이 레오노프 - 선장
- 발레리 쿠바쇼프 - 플라이트 엔지니어

### 백업 승무원
- 아나톨리 필립첸코 - 선장
- 니콜라이 루카비스니코프 - 플라이트 엔지니어

## 계획의 배경
이 계획은 1972년 5월에 조인되었다. 이 계획의 배경은 우주 공간의 평화적 이용을 위한 협력에 관한 미소간의 각서에 근거해 계획되었고, 주목적은 미래의 미-소 우주선의 도킹 시스템을 연구하는 것에 있었다.

## 계획의 경과
1975년 7월 15일, 소련의 2인승 우주선 소유스 19호가 발사되었고, 그로부터 7시간 반 후에 3명의 비행사를 실은 미국의 아폴로 18호가 발사되었다. 두 우주선은 7월 17일에 지구를 도는 궤도상에서 도킹했다. 두 우주선의 도킹은 44시간에 걸쳐서 진행되었고, 그 사이 서로 간 우주선의 방문이나 기의 교환, 식사, 선언서에의 서명 등의 세레모니가 행해졌다. 미국 측 승무원인 토마스 스태퍼드는, 강한 오클라호마 방언으로 러시아어를 했기 때문에, 소련 측의 레오노프 선장은, "이 우주선에서는 세 개의 언어가 사용되고 있다. 러시아어와 영어, 하나 더 오클라호마어다." 등과 같은 농담을 퍼부었다.
도킹을 해제한 다음에는 소유스 19호가 지구의 역할을, 아폴로 18호가 달의 역할을 맡아 아폴로의 선체로 태양을 숨기는 인공 일식의 실험이 행해졌고, 태양의 코로나가 촬영되었다. 공동 작업은 7월 19일에 모두 종료되어, 소유스 19호는 7월 21일, 아폴로 18호는 7월 24일에 지구로 귀환했다.
당시에는 미소간의 일시적인 긴장 완화(데탕트)의 시기를 맞이하고 있었고, 막대한 비용이 드는 우주 개발은 향후 국제적 공동 개발로 행해야 한다는 여론도 있어서 미소 양국의 이해가 일치했다. 한편으로 아폴로 13호의 선장 짐 러벨이나 항공 평론가 사누키 마타오와 같이, "미소의 긴장완화에는 도움이 되었을지도 모르지만, 기술적으로는 거의 의미가 없다" 라고 평가한 사람들도 있다. 그러나, 이때 미소 양국의 우주선을 도킹시키기 위해서 개발된 여러 가지 기술은 후에 우주왕복선이 미르에 도킹하는 임무에서 활용하게 되었다.

## 이모저모
- 도널드 슬레이튼은 1959년 4월 9일, 미국 최초의 유인 우주 비행 계획인 머큐리 계획으로 선택된 7명의 우주비행사 중의 한 명이지만, 심장에 이상이 발견되었기 때문에 우주에 갈 수 없었다. 그 다음에는 NASA의 비행사 육성 부문의 책임자가 되어, 신인 비행사들의 훈련에 종사해 오다가 긴 공백 기간 끝에 병을 극복해 자기 자신을 승무원으로 선택했다. 이 시점에서 그는 최연장 우주비행사의 기록과 선발되고 나서 실제로 탑승할 때까지의 기간이 가장 길었던 비행사라는 두 개의 기록을 수립했다.
- 소련 측의 선장 알렉세이 레오노프는 1965년의 보스호트 2호로 사상 최초의 선외 활동(우주 유영)을 행한 인물이다.
- 당초 계획에서는 우주에서의 미소 양측 우주비행사들의 최초의 악수를 제2차 세계 대전에서 미국 병사와 소련 병사가 악수를 한 곳의 상공에서 하려 했으나 계획의 지연에 의해서 실제로는 암스테르담 상공에서 행해졌다.
- 계획의 유일한 실패로 귀환 준비 중에 승무원이 조작을 잘못해 유독 가스가 선내에 가득 차 버린 것이있다. 브랜드 비행사가 의식을 잃고, 슬레이튼 비행사가 구토를 호소했다. 치료 때문에 세 명의 비행사는 귀환 후 하와이 호놀룰루의 병원에 2주간 입원했다.
- 아폴로 우주선을 사용한 마지막 비행이며, 사령선은 로스앤젤레스의 캘리포니아 과학 센터에 전시되고 있다. 스미스소니언 협회는, 워싱턴 D.C.의 스미스소니언 박물관에 소유스의 본체와 아폴로 우주선의 실물 모형을 전시하고 있다.
- 이 비행을 끝으로 아폴로 계획으로 수많은 새턴 로켓을 발사해 온 케네디 우주센터의 LC-39A 발사대는 폐쇄되어 이 이후의 우주왕복선의 발사에는 LC-39B가 사용되게 되었다.
- 이를 기념하여 명명된 소행성(2228 소유스-아폴로)도 있다.
- 본 임무의 아폴로 우주선의 공식 명칭은 번호가 붙지 않는 그냥 아폴로 호(또는 ASTP 아폴로 호)로, 취소된 원래의 아폴로 18호와는 별개이다. 다만 아폴로 18호라는 이름이 흔히 쓰이고 있고, NASA 스스로가 아폴로-소유스 시험 계획의 공식 소개문, 스태퍼드의 공식 소개문, 브랜드의 공식 소개문, 고에너지 우주과학 연구와 관계된 우주 임무의 목록 등, 이 우주선을 아폴로 18호라 칭하고 있는 문서를 여럿 내놓고 있는 것을 보면 NASA도 헷갈려하고 있는 모양.

## 같이 보기
- 인터코스모스